# Gérard Buscher
Pour les articles homonymes, voir Buscher.
Gérard Buscher, né le 5 novembre 1960 à Alger, est un footballeur puis entraîneur français. Il évolue au poste d'avant-centre du milieu des années 1970 au milieu des années 1990.
Formé à l'OGC Nice, il joue ensuite notamment au FC Nantes, au FC Brest et au Matra-Racing avant de terminer sa carrière dans son club formateur. Il compte deux sélections avec l'équipe de France.
Devenu entraîneur, il dirige l'OGC Nice puis fait l'essentiel de sa carrière en Tunisie en entraînant le CS Hammam Lif, le CA Bizerte et l'AS Marsa.

## Biographie

### Joueur
Gérard Buscher commence le football au EP Manosque à 5 ans. Repéré par l'OGC Nice à l'occasion du concours du jeune footballeur, il rejoint à 14 ans le centre de formation niçois. Il débute en équipe première lors de la saison 1977-1978 et s'impose dès l'année suivante comme titulaire. Ses bonnes performances avec l'OGC Nice lui valent d'être appelé en équipe de France espoirs, le 25 mars 1980 face aux Pays-Bas. La rencontre se termine sur une défaite des Français trois buts à deux. Il dispute ensuite avec les « Bleuets » le tournoi de Toulon où les Français s'inclinent en finale face aux Brésiliens, deux buts à un. Buscher marque trois buts lors de cette compétition. Le 23 avril 1980, il est appelé en sélection olympique pour disputer un match décisif contre l'Espagne en qualification des Jeux olympiques de 1980 à Moscou. Les Français s’inclinent trois buts à un. En fin de saison 1982, le club niçois est relégué en Division 2 et malgré plusieurs offres, il reste au club.
Gérard Buscher rejoint en 1983 le FC Nantes mais ne parvient pas à s'imposer comme titulaire chez les « Canaris ». Il s'engage alors avec le FC Brest Armorique et réussit une saison pleine marquant 19 buts. Il est alors rappelé en équipe de France espoirs, le 7 décembre 1984 face à la RDA, par Marc Bourrier. Buscher marque le but de l'égalisation à la 73e minute. Henri Michel, le sélectionneur de l'équipe de France l'appelle alors dans le groupe pour jouer contre la Yougoslavie, à Sarajevo le 3 avril 1985. Il n'entre cependant pas en jeu lors de ce match qui se conclut sur un match nul sans buts. Sélectionné de nouveau face aux Bulgares le match suivant, il n'entre pas non plus en jeu. En 1986, il fait ses débuts sous le maillot bleu, le 19 août, face à la Suisse dans un match amical que les Français perdent deux buts à zéro. Titulaire au coup d'envoi, il cède sa place à Bruno Bellone à la 68e minute de jeu. Il dispute également deux matchs amicaux avec la sélection olympique lors de cette saison. Cette année-là, il marque quinze buts en championnat terminant deuxième meilleur buteur derrière Bernard Zénier, 17 buts, et à égalité avec Philippe Fargeon. Il déclare de son passage à Brest qu'« ici on m'a mis en confiance c'est ce qui me manquait le plus ces dernières saisons ».
Après trois ans au Brest Armorique, il rejoint le Matra Racing de Jean-Luc Lagardère en 1987. En août, il connaît sa seconde et dernière sélection face à la RFA. Il rentre à la place de Jean-Pierre Papin à la 55e minute du match qui voit la défaite de la France deux buts à un. Il n'inscrit que six buts en 36 matchs lors de cette saison. L'année suivante, il est prêté au mois de novembre au Montpellier HSC avec qui il marque cinq buts en 17 matchs de championnat.
Gérard Buscher revient en 1989 à Brest. Les Bretons sont derniers du championnat fin octobre mais ils enchainent ensuite les victoires. Il inscrit ainsi le but décisif face au Racing Paris, lors d'une victoire deux buts à un, puis un doublé face à Lille OSC, synonyme de victoire deux buts à zéro. L'année suivante, il signe à l'US Valenciennes-Anzin, club de deuxième division. L'équipe échoue dans la course à la montée en barrages la première année. En 1991, il joue peu mais en fin de saison, le club remporte le groupe de A de Division 2 et termine vice-champion de France après une défaite face aux Girondins de Bordeaux dans le match des champions sur le score de sept buts à deux.
Il rejoint alors l'OGC Nice, le club de ses débuts professionnels, qui est en deuxième division. Il ne dispute que 15 matchs en deux saisons et met un terme à sa carrière sur le titre de champion de France de deuxième division en 1994.

### Entraîneur
Après la fin de sa carrière de joueur, Gérard Buscher s'est reconverti en tant qu'entraîneur tout en continuant à jouer en amateur au ROS Menton de 1994 à 1996 puis à l'Entente Sportive du Cros-de-Cagnes de 1996 à 1998,. Parallèlement, il entraîne les poussins cagnois de 1996 à 1999 puis l'équipe réserve en 1999. Il devient entraîneur de l'équipe U15 de l'OGC Nice en 2000 puis à la demande des dirigeants prend en charge en mars 2002 l'équipe réserve des « Aiglons » niçois, alors en difficulté en championnat.
En fin de saison 2004-2005, il remplace Gernot Rohr à la tête de l'équipe première. Il accueille cette nomination en déclarant : « Je suis entraîneur pro formé à Nice. Je ne pouvais refuser cette offre : je n'en ai ni le droit ni l'envie ». Il réussit à sauver l'équipe niçoise de la relégation puis retourne diriger l'équipe réserve.
En 2008, il devient responsable du Centre de formation de l'Espérance sportive de Tunis puis et est engagé le 1er novembre 2009 comme entraineur du Club sportif de Hammam Lif en championnat de Tunisie. Il remplace Fethi Laâbidi avec pour objectif de sauver le club de la relégation. Dernier du championnat, celui-ci ne compte seulement que quatre points après neuf journées. Le CSHL termine en fin de saison neuvième du championnat.
Gérard Buscher est alors engagé en juin 2010 par le Club athlétique bizertin pour la saison 2010/2011. Deux mois après son arrivée à la tête du CAB, il est limogé après deux défaites lors des trois premières journées. Il rejoint en décembre l'AS Marsa en remplacement d'Habib Mejri. En fin de saison, il s'engage avec l'AS Marsa pour deux saisons supplémentaires. Cinquième du championnat en 2013 et finaliste de la Coupe face au CA Bizerte, rencontre perdue sur le score de deux buts à un, il quitte le club, en juin 2013, et rejoint Al Ittihad Kalba, club émirati de deuxième division. Il signe un contrat d'un an renouvelable avec pour objectif de faire remonter le club en première division,. Il ne reste cependant que six mois à la tête de l'équipe et, en mars 2014, retourne en Tunisie pour entraîner le Club sportif de Hammam Lif avec pour objectif d'éviter la descente en deuxième division. Il démissionne de son poste en mars 2015 à la suite de différents problèmes d'organisation rencontrés dans le championnat tunisien.
Il devient, en août 2015, directeur technique de l'Espérance sportive de Tunis avec qui il signe un contrat de trois ans. Il ne reste en poste qu'une année et quitte le club en juin 2016. Il retrouve, en août, un poste d'entraîneur, en signant de nouveau à l'AS Marsa pour une saison avec une autre en option. Après quatre défaites en début de championnat, il est démis de ses fonctions, le 18 octobre, et remplacé par Adel Sellimi.
Son fils Michael est également joueur de football. Formé à l'OGC Nice, il a ensuite joué au Gretna Football Club en Écosse puis a rejoint son père au CSHL et au CAB.

## Palmarès
Gérard Buscher dispute 397 rencontres pour 101 buts inscrits en Division 1 et Division 2 . Il remporte le titre de champion de France de deuxième division en 1994 avec l'OGC Nice et termine vice-champion de France de ce même championnat en 1992 avec l’US Valenciennes-Anzin.
Sélectionné à deux reprises en équipe de France, il est également international olympique et est finaliste du Tournoi de Toulon en 1980 avec l'équipe de France espoirs.
En tant qu'entraîneur, il est  finaliste de la Coupe avec l'AS Marsa.

## Statistiques
Le tableau ci-dessous résume les statistiques en match officiel de Gérard Buscher durant sa carrière de joueur professionnel,.  
| Saison                | Club            | Pays   | Championnat | Championnat | Championnat | Coupes nationales | Coupes nationales | Coupe d'Europe | Coupe d'Europe | Coupe d'Europe | Sélection | Sélection |
| Saison                | Club            | Pays   | Division    | Matchs      | Buts        | Matchs            | Buts              | Type           | Matchs         | Buts           | Matchs    | Buts      |
| --------------------- | --------------- | ------ | ----------- | ----------- | ----------- | ----------------- | ----------------- | -------------- | -------------- | -------------- | --------- | --------- |
| 1977 - 1978           | OGC Nice        | France | Division 1  | 3           | 0           | 2                 | 0                 | -              | -              | -              | -         | -         |
| 1978 - 1979           | OGC Nice        | France | Division 1  | 28          | 6           | 5                 | 2                 | -              | -              | -              | -         | -         |
| 1979 - 1980           | OGC Nice        | France | Division 1  | 26          | 2           | 2                 | 1                 | -              | -              | -              | -         | -         |
| 1980 - 1981           | OGC Nice        | France | Division 1  | 27          | 6           | 1                 | 0                 | -              | -              | -              | -         | -         |
| 1981 - 1982           | OGC Nice        | France | Division 1  | 28          | 5           | 2                 | 0                 | -              | -              | -              | -         | -         |
| 1982 - 1983           | OGC Nice        | France | Division 2  | 26          | 5           | -                 | -                 | -              | -              | -              | -         | -         |
| 1983 - 1984           | FC Nantes       | France | Division 1  | 16          | 3           | 6                 | 2                 | C1             | 2              | 0              | -         | -         |
| 1984 - 1985           | FC Brest        | France | Division 1  | 35          | 19          | 3                 | 2                 | -              | -              | -              | -         | -         |
| 1985 - 1986           | FC Brest        | France | Division 1  | 34          | 14          | 4                 | 2                 | -              | -              | -              | -         | -         |
| 1986 - 1987           | FC Brest        | France | Division 1  | 37          | 15          | 5                 | 2                 | -              | -              | -              | 1         | 0         |
| 1987 - 1988           | Matra-Racing    | France | Division 1  | 36          | 6           | 3                 | 0                 | -              | -              | -              | 1         | 0         |
| 1988 novembre→        | Matra-Racing    | France | Division 1  | 6           | 0           | -                 | -                 | -              | -              | -              | -         | -         |
| novembre→ 1988 - 1989 | Montpellier HSC | France | Division 1  | 17          | 5           | 2                 | 0                 | -              | -              | -              | -         | -         |
| 1989 - 1990           | FC Brest        | France | Division 1  | 28          | 10          | 1                 | 0                 | -              | -              | -              | -         | -         |
| 1990 - 1991           | US Valenciennes | France | Division 2  | 27          | 3           | 3                 | 0                 | -              | -              | -              | -         | -         |
| 1991 - 1992           | US Valenciennes | France | Division 2  | 8           | 1           | 1                 | 0                 | -              | -              | -              | -         | -         |
| 1992 - 1993           | OGC Nice        | France | Division 2  | 14          | 1           | -                 | -                 | -              | -              | -              | -         | -         |
| 1993 - 1994           | OGC Nice        | France | Division 2  | 1           | 0           | -                 | -                 | -              | -              | -              | -         | -         |
| Total                 | Total           | Total  | Total       | 397         | 101         | 40                | 11                | -              | 2              | 0              | 2         | 0         |

## Source
- Collectif, Les Jaunes en Bleu, l'album des 62 internationaux nantais, hors série Presse-Océan, 2008, cf. page 54.